# Кидрасовка
Кидрасовка (укр. Кидрасівка) — село на Украине, находится в Бершадском районе Винницкой области.
Код КОАТУУ — 0520482203. Население по переписи 2001 года составляет 639 человек. Почтовый индекс — 24465. Телефонный код — 4352.
Занимает площадь 21,5 км².

## Адрес местного совета
24465, Винницкая область, Бершадский р-н, с. Кидрасовка, ул. Ковальчука, 1